# James A. Michener
James Albert Michener (Doylestown, Pensilvania, 3 de febrero de 1907-Austin, Texas, 16 de octubre de 1997) fue un escritor y novelista estadounidense. Combatió con la Armada de los Estados Unidos durante la Segunda Guerra Mundial, de cuya experiencia nació su obra Sucedió en el Pacífico, publicada en 1947.
Entre sus obras posteriores, además de la ya citada, destacan Sayonara (1954), Caravanas (1963) e Iberia (1968).

## Libros (ficción)
- Tales of the South Pacific (1946)
- Return to Paradise (1947)
- The Fires of Spring (1949)
- Voice of Asia (1951)
- The Bridges at Toko-ri (1953)
- Sayonara (1954)
- Hawaii (1959)
- Caravans (1963)
- The Source (1965)

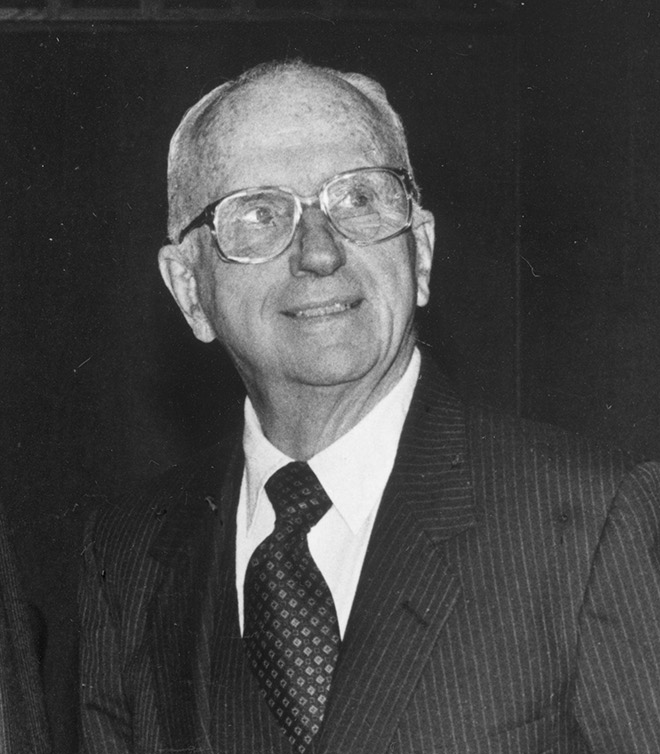
Michener, 1985

- The Drifters (1971) Hijos de Torremolinos
- Centennial (1974)
- Chesapeake (1978)
- The Watermen (1978)
- La alianza (1980)
- Space (1982)
- Poland (1983)
- Texas (1985)
- Legacy (1987)
- Alaska (1988)
- Caribbean (1989)
- Journey Journey (1989)
- The Eagle and The Raven (1990)
- The Novel (1991)
- South Pacific (1992)
- Mexico (1992)
- My Lost Mexico (1992)
- Recessional (1994)
- Miracle in Seville (1995)
- This Noble Land (1996)
- Matecumbe: A Lost Florida Novel (2007)

## Libros (no ficción)
- The Voice of Asia (1951)
- Rascals in Paradise (1957)
- The Future of the Social Studies ("The Problem of the Social Studies") (1939) Editor
- The Floating World (1954)
- The Bridge at Andau (1957)
- Japanese Prints: From the Early Masters to the Modern (1959)
- Report of the County Chairman (1961)
- The Modern Japanese Print: An Appreciation (1968)
- Iberia (1968) libro de viajes
- Presidential Lottery (1969)
- The Quality of Life (1970)
- Kent State: What Happened and Why (1971)
- Michener Miscellany - 1950/1970  (1973)
- Sports in America (1976)
- About Centennial: Some Notes on the Novel (1978)
- James A Michener's USA: The People and the Land (1981)
- Collectors, Forgers - And A Writer: A Memoir (1983)
- Michener Anthology (1985)
- Six Days in Havana (1989)
- Pilgrimage: A Memoir of Poland and Rome (1990)
- The World is My Home (1992), autobiografía de Michener.
- Creatures of the Kingdom (1993)
- Literary Reflections (1993)
- William Penn (1994)
- Ventures in Editing (1995)
- Three Great Novels of World War II (1996)
- A Century of Sonnets (1997)

## Adaptaciones
- The Bridges at Toko-Ri, película de 1953.
- Return to Paradise, película de 1953.
- Men of the Fighting Lady, película de 1954 .
- Until They Sail, película de 1957 basada en un relato incluido en Return to Paradise.
- South Pacific, película de 1958.
- Adventures in Paradise, 1959-1962, serie de televisión.
- Democratic Campaign, película de 1962.
- Hawái, película de 1966.
- The Hawaiians, película de 1970.
- Caravanas, película de 1978.
- Centennial, miniserie de 1978.
- South Pacific, película de televisión de 2001.